# ケリグマケラ
ケリグマケラ（Kerygmachela）は、約5億年前のカンブリア紀に生息した古生物の一属。長い棘に似た前部付属肢と尾をもつ、グリーンランドのシリウス・パセットで見つかった Kerygmachela kierkegaardi という1種のみによって知られている。パンブデルリオンと同じく、ラディオドンタ類などの初期の節足動物に近縁と思われる「gilled lobopodians」（鰓のある葉足動物）の一つである。

## 名称
炎のようなけばけばしい前部付属肢に因んで、学名「Kerygmachela」はギリシャ語の「Kerygma」（宣言、布告など）と「chela」（はさみ）の合成語である。模式種（タイプ種）の種小名「kierkegaardi」はデンマークの哲学者セーレン・キェルケゴール（Søren Kierkegaard）に由来する。

## 化石と発見

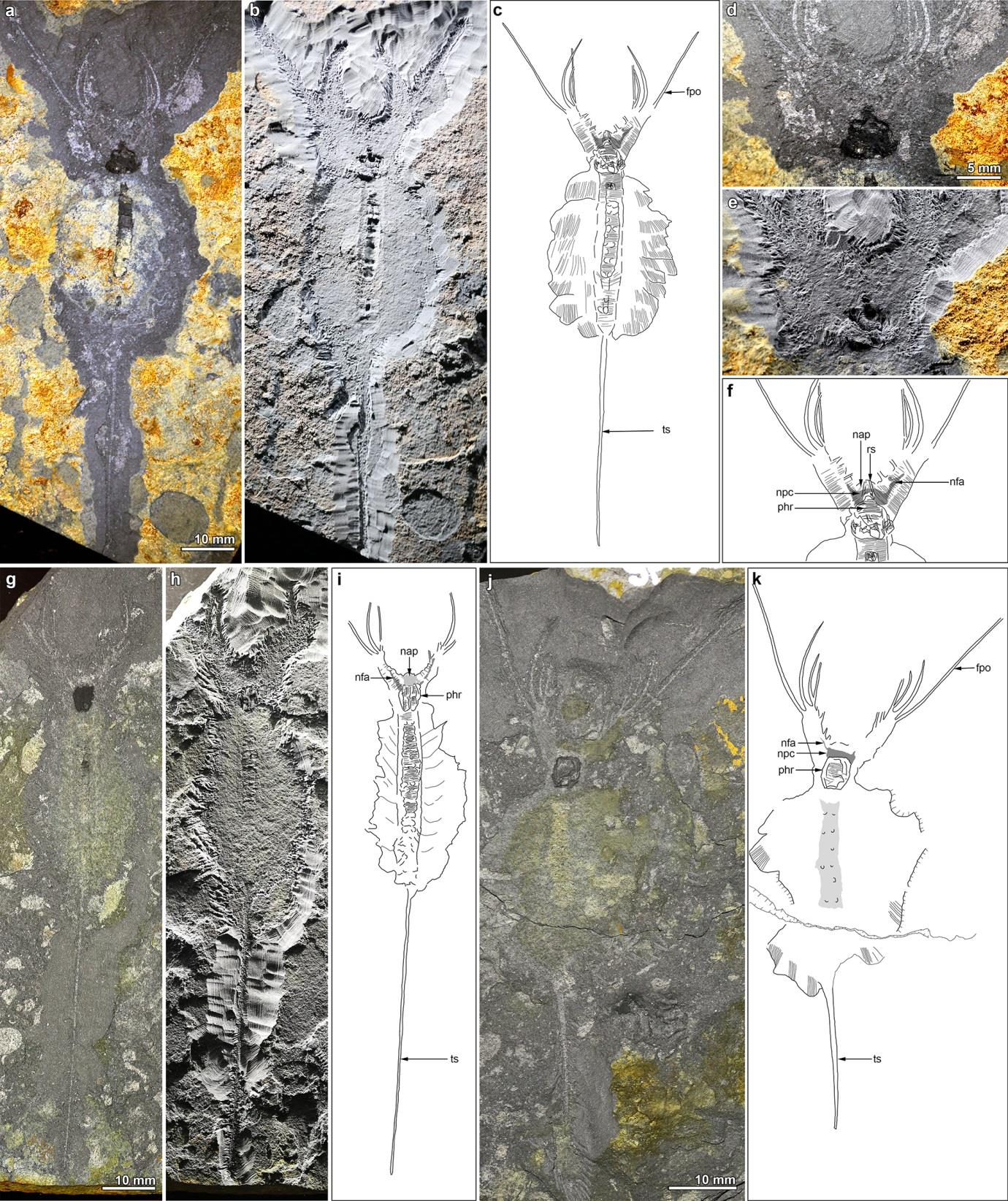
ケリグマケラの化石標本

ケリグマケラの化石標本は、グリーンランドの堆積累層 Buen Formation のシリウス・パセット（Sirius Passet、カンブリア紀第三期、約5億1,800万年前）のみから発見される。1993年でイギリス古生物学者グレイアム・バッド（Graham Budd）によって最初に記載され、1998年時点では100点ほどの化石標本が知られている。同じ堆積累層で見つかった近縁であるパンブデルリオンに似て、保存状態が良好な標本は少なく、体の後半部が特に保存されにくい。パンブデルリオンに比べると、筋肉が保存された場合は珍しいが、縁の浮き彫りは比較的顕著で、例外的に脳の痕跡を保存したものもいくつか発見される。化石標本はデンマークの自然史博物館（Natural History Museum of Denmark）に所蔵される。

## 形態

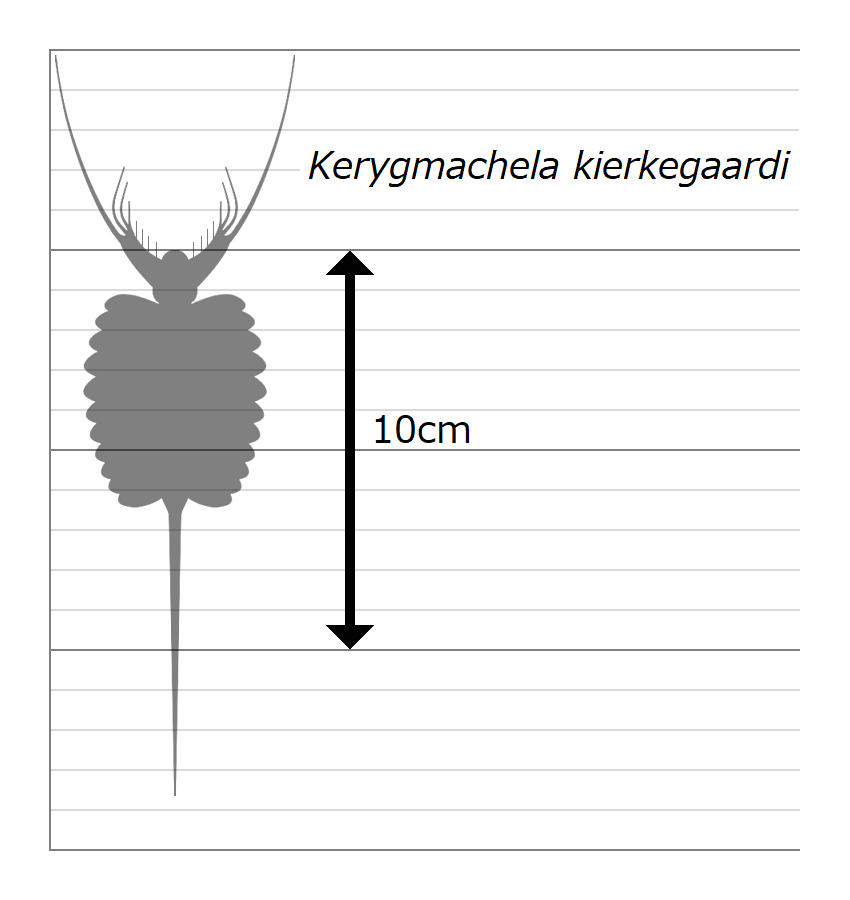
ケリグマケラのサイズ測定図

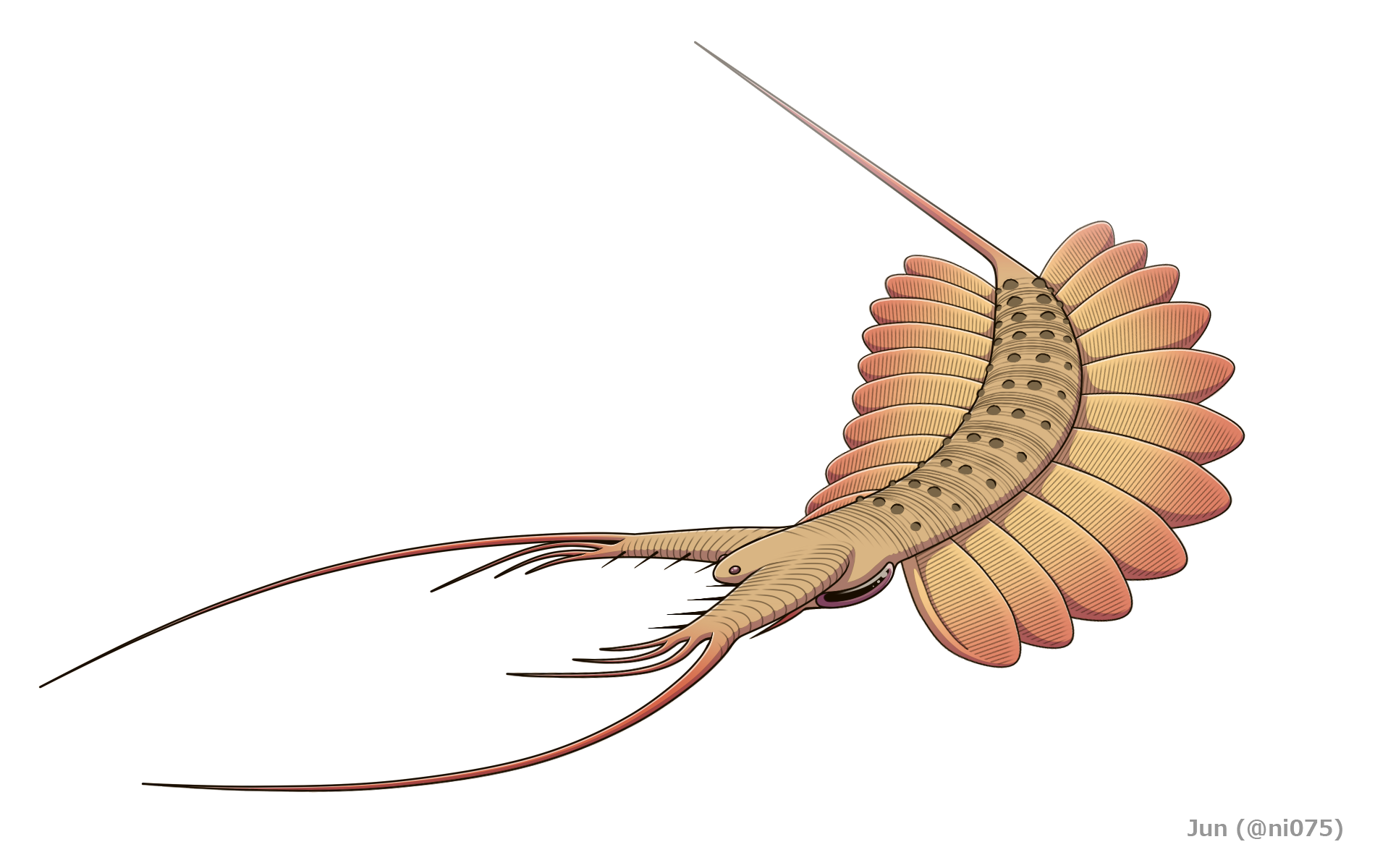
Kerygmachela kierkegaardi の全身復元図

体長（頭部の前端から尾の付け根まで）最大6cmほどに及ぶ。先頭には長い棘に似た1対の前部付属肢、胴部の背面には一連のこぶ、両筋には11対の鰭（ひれ）、後方には1本の長い尾をもつ。全体的に同じシリウス・パセット産のパンブデルリオンに似ているが、口と尾部の構造が明確に異なる。

### 頭部

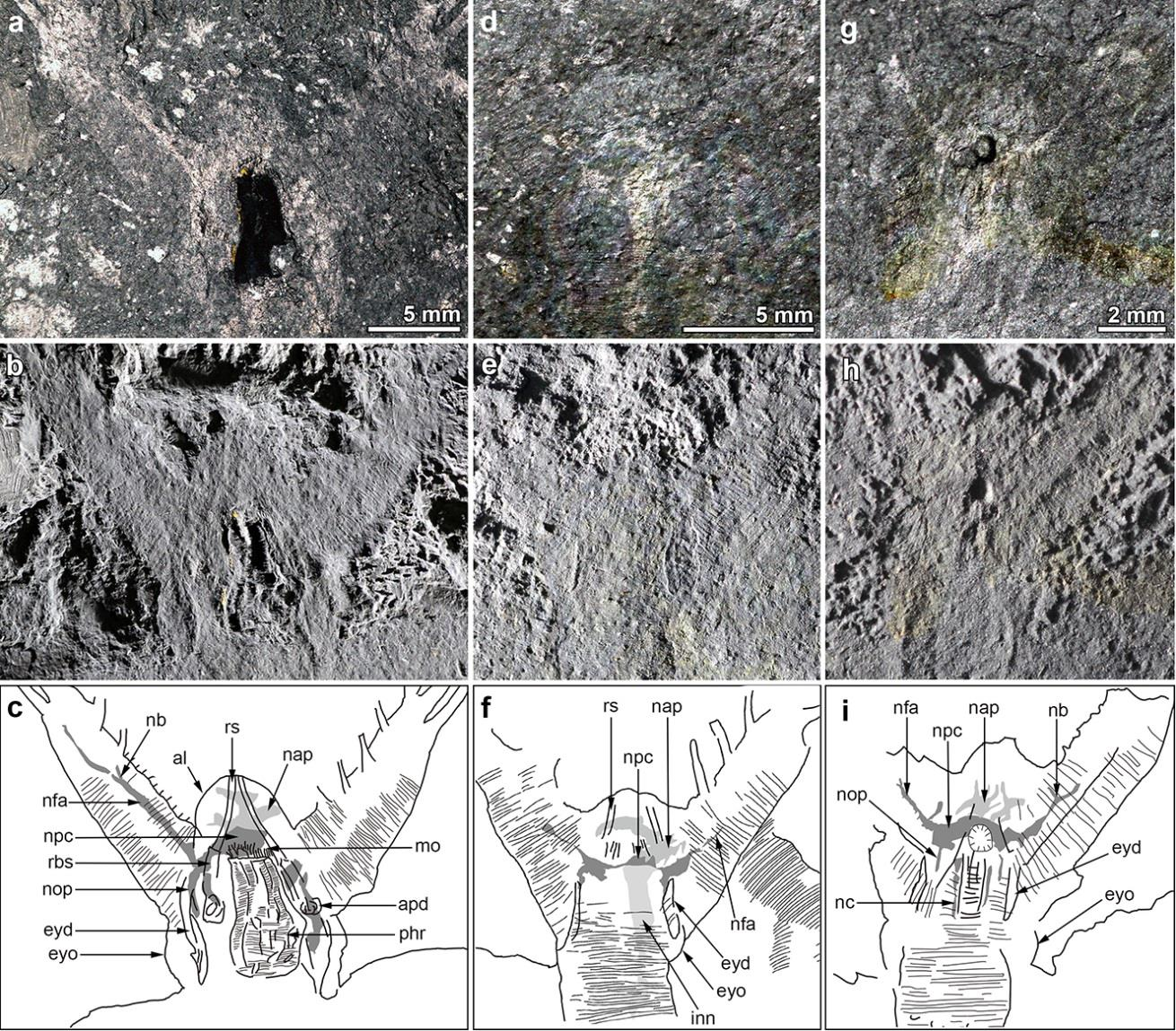
ケリグマケラの頭部

頭部の左右にはよく発達した1対の前部付属肢（frontal appendage）があり、斜め正面に突出して左右から噛合わせるような構造になっている。表皮は環形の筋（annulation）に細分され、ラディオドンタ類のような関節肢ではない。前部付属肢は棘に似た突起があり、内側で等間隔に並んだ4本は細短く、先端に集約した4本は外側ほど発達で、最も外側の1本が体長に近いほど長大に特化した。前部付属肢の間に当たる頭部の前上方には、丸みを帯びた部分（anterior lobe）が正面に突出している。口はその突出部の腹面にあり、正面に向けて開口する。口の周辺はラディオドンタ類やパンブデルリオンのような発達した歯は無く、代わりに左右が1対の細い棘（rostral spines）と、その基部に連結した丸い構造体をもつ。
ラディオドンタ類に似て、この頭部に含まれる体節数は脳の解釈（後述）によって変わり、一般に先節（ocular somite）のみ含むとされるが、先節と第1体節を含む説もある。

#### 眼
頭部の両腹面（前部付属肢の後腹側）には、1対の縦長い腎臓型の器官がある。反射率がバージェス頁岩に保存された眼に似て、顕著な浮き彫りと大きなサイズが葉足動物の（浮き彫りが不明瞭で小さな）単眼とは異なるため、これは原始的な複眼（側眼 lateral eye）であったと考えられる。これは近縁とされるラディオドンタ類の（通常では丸みを帯びて眼柄に突出した）複眼とは随分と異なり、むしろ腎臓型であることは三葉虫の複眼に、前部付属肢の後腹側にあることは有爪動物やオニコディクティオンなどの葉足動物の単眼に似ている。また、頭部前上方の突出部は突出した神経（後述）をもつことにより、そこに中眼（median eye）があったと考えられる。

### 胴部

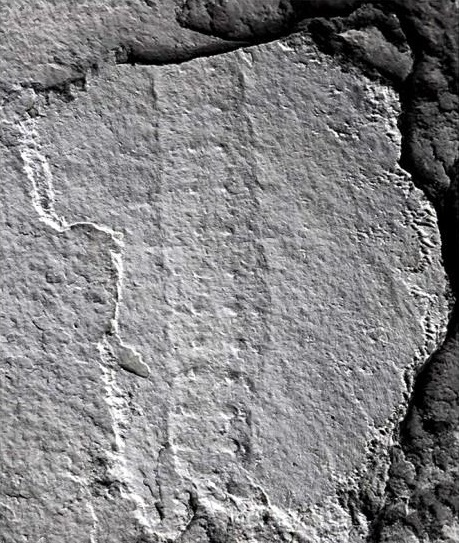
ケリグマケラの胴部

11節の胴節が含まれる胴部は、背側が数多くの環形の筋に細分されると同時に、後方の胴節ほど大きく発達したこぶが胴節ごとに横で4つ並んでいる。胴部の後端には、かつて「2本の尾毛（furcae）の片側」と誤解釈された1本の長い尾刺（tail spine）がある。この1本の尾刺は、シンダーハンネスの尾刺、アノマロカリスの尾扇中央の突起物、および他の節足動物の尾節（telson）に相同だと考えられる。
胴部の左右には11対の鰭（flap, lobe）がある。鰭の表面には鰓として考えられる櫛状の構造体があるが、細い皺に似て、オパビニア類の長い葉状のもの（setal blades）ほど明瞭ではない。鰭の横幅は第4-5対で最も広く、前後ほど少し短くなるため、全体的に楕円型の輪郭を描く。一部の化石標本では鰭の付け根に三角形の痕跡が見られ、これは文献により鰭の下の脚（葉足 lobopod）もしくは鰭の内部組織と解釈される（後述参照）。

### 内部構造
消化管、筋組織と脳が確認される。

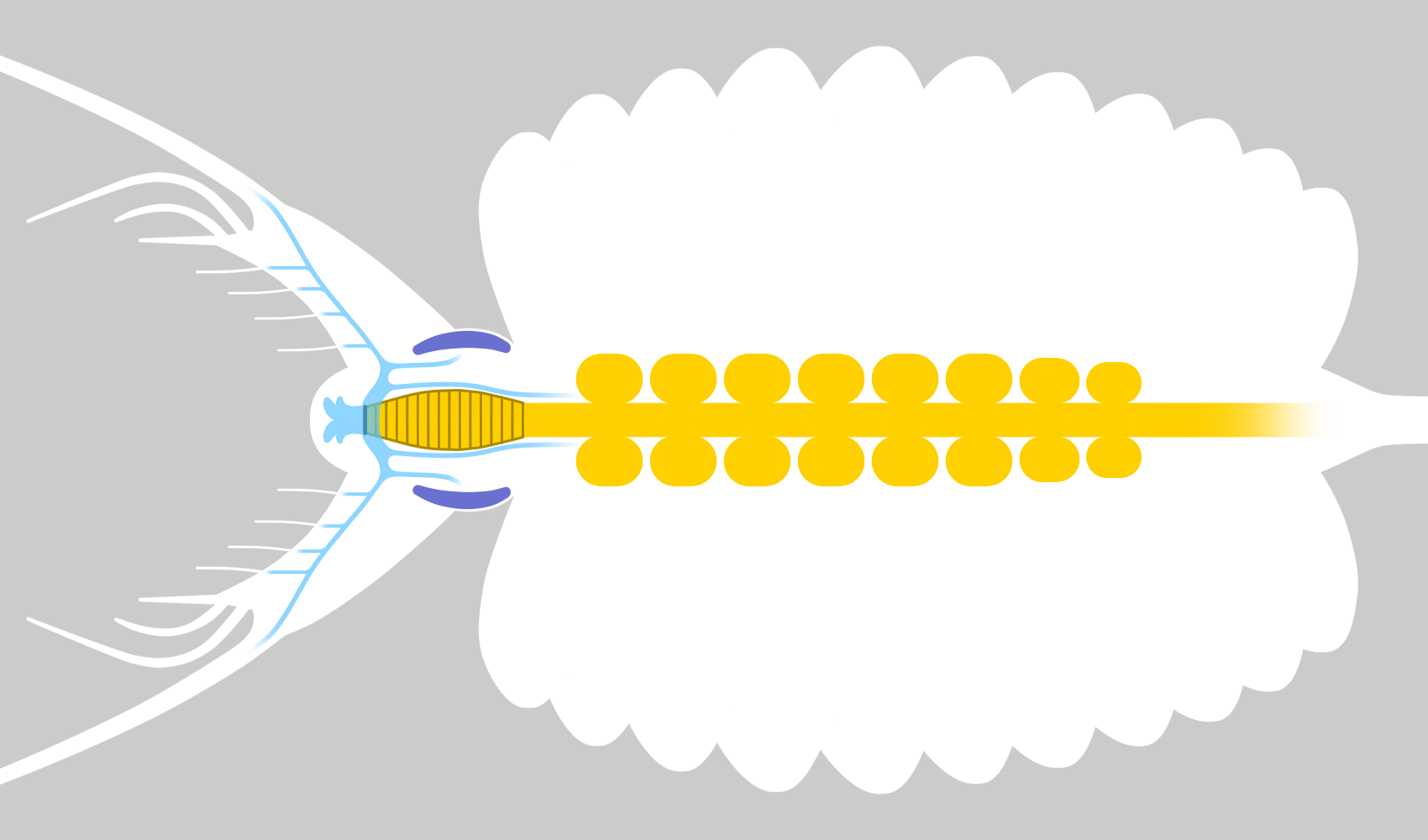
ケリグマケラの眼（暗青色）、脳（水色）と消化系（黄色）

口の直後に続く咽頭は発達で、楕円形に膨らんで環形の筋に細分される。消化管の途中（中腸）には体節に対応する8対の消化腺（digestive gland, diverticulae, 中腸線 midgut gland）が並んでいる。このような消化腺は、メガディクティオン、パンブデルリオン、オパビニア、ラディオドンタ類、およびイソキシスなど他の早期な節足動物にも見られる。
胴部の筋組織は全般的にパンブデルリオンに似て、有爪動物のように連続的、一般的な節足動物のように体節で区分されることはない。葉足の筋組織を示唆する証拠は見当たらない（葉足筋組織がある化石標本 MGUH 31548 はかつて本属由来とされたが、後にパンブデルリオン由来のものと見直された）。

#### 脳
脳は口の上方にあり、前方中央には突出部の中眼に対応と思われる神経、左右には前から順に前部付属肢・側眼・腹神経索（ventral nerve cord）に続く神経が対に並んでいる。前部付属肢の神経は長大で、内側の棘に応じて分岐する。脳神経節（cerebral ganglion）の数については意見が分かれるが、一般には前大脳（protocerebrum）のみ含め、すなわち前部付属肢も前大脳性で先節由来と解釈される。一方、前部付属肢は中大脳性（第1体節由来）で、すなわち脳は前大脳と中大脳の2節をもつ（頭部は先節と第1体節を含む）という異説もある。

## 生態
ケリグマケラは遊泳性の捕食者であったと考えられ、両筋の鰭は呼吸（鰓）と遊泳の両方に用いられたと推測される。前部付属肢は左右から獲物を挟むことは可能とされるが、先端の突起は華奢で細長いため、普段は主に感覚器官の役割を果たしたと考えられる。

## 復元史

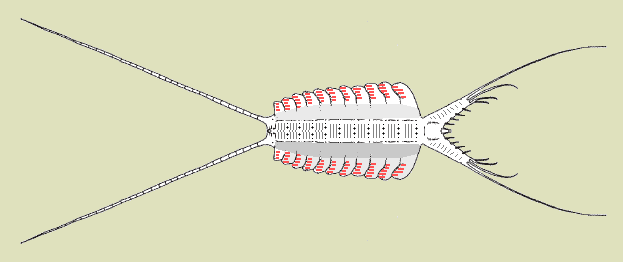
2本の尾毛があるように解釈されたケリグマケラの旧復元図

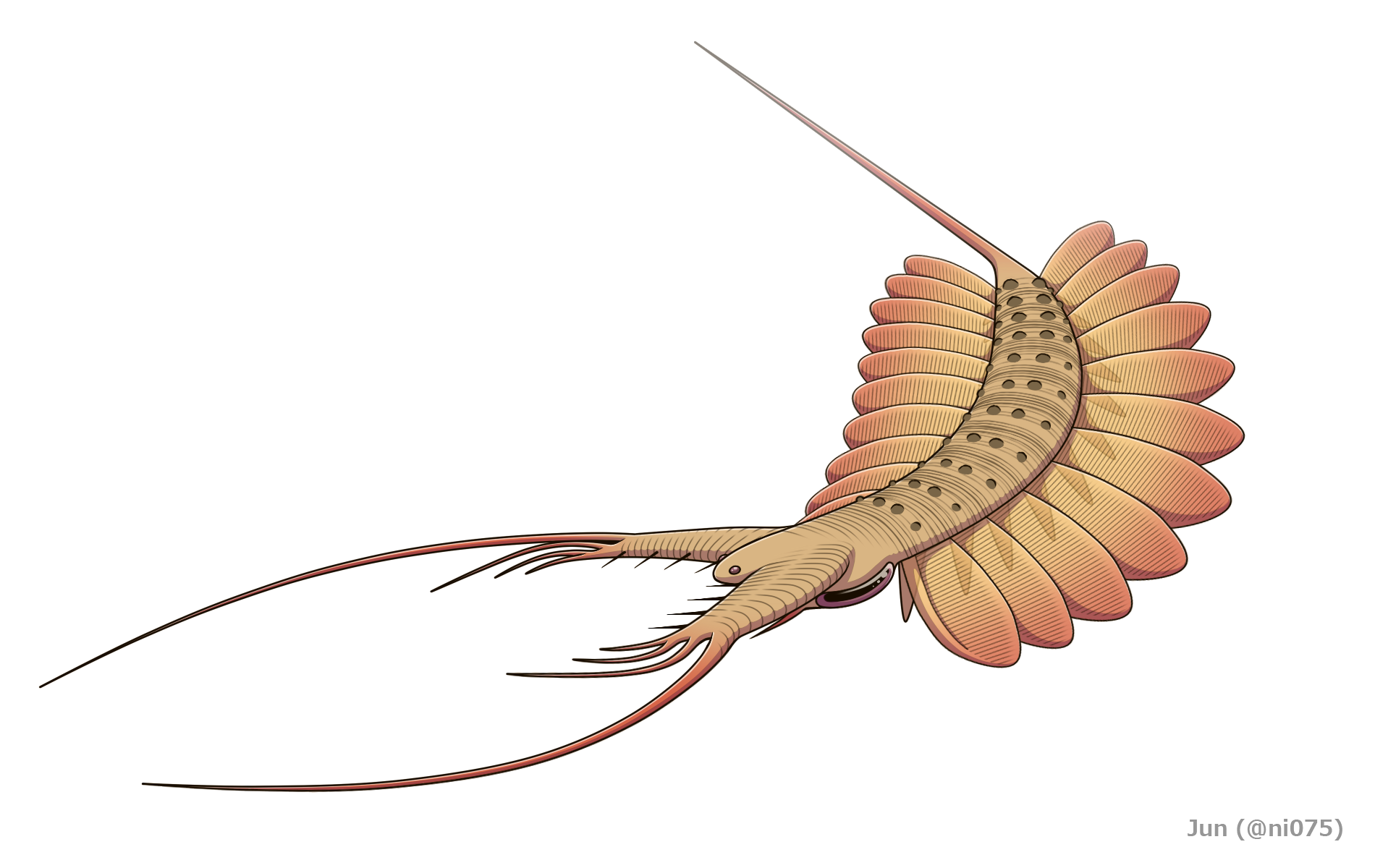
葉足があるように解釈されたケリグマケラの復元図

原記載である Budd 1993 をはじめとして、本属は長らく限られた化石標本を基に、眼として断言できる構造が見当たらず（口の左右にある丸い構造体は眼の可能性があるとも考えられた）、口は頭部の前端に開口すると考えられた。知られる化石標本の尾は1本のみ見られるが、産状が悪く、往々にして途切れて片側に屈曲した状態に保存されたため、Budd (1993, 1998) では、いずれも「無数の節に分かれ、元々2本だった尾毛の片側」とされ、「反対側の尾」は何かの経由で欠如しているだと解釈された。
しかし、Park et al. 2018 では本属の特徴が15点の新たな化石標本に基づいて再検討され、上記の一部の見解が覆された。頭部は両腹面に1対の縦長い複眼、正面に丸みを帯びた突出部をもつことが判明した。口は頭部の突出部より奥にあるため、前端ではなく、頭部の腹側にあることも示された（開口の向きは従来の通り正面とされる）。また、良好に保存された尾をもつ新たな化石標本では、いずれも尾が中央に1本のみで分節はなかったため、本属の尾は分節した1対の尾毛ではなく、分節のない中央1本で尾刺であることも判明した。
原記載をはじめとして、ケリグマケラは長い間パンブデルリオンと同様、各鰭の腹面には短い葉足が並ぶと考えられた。これによると、ケリグマケラの鰭はパンブデルリオンやオパビニアの背側の鰭に相同とされる。しかしそれを示唆する痕跡はパンブデルリオンと比べて不明瞭で、存在が疑問視されている。Lerosey‐Aubril & Ortega‐Hernández 2022 と McCall 2023 では近縁種（それぞれユタナックスとモブラヴェルミス）の形態を基に再検討した所、前述した痕跡は鰭の内部構造であり、葉足はなかったとしている。これによるとケリグマケラの鰭は前述したものとは非相同であり、代わりに葉足動物の葉足やラディオドンタ類の腹側の鰭、真節足動物の内肢に相同とされる。

## 分類
同様に「gilled lobopodians」（鰓のある葉足動物）と呼ばれるパンブデルリオンと共に、パンブデルリオンはオパビニア類（オパビニアなど）とラディオドンタ類（アノマロカリスなど）に近縁で、節足動物の初期系統（ステムグループ）に位置する基盤的な節足動物（恐蟹類）だと考えられる。節足動物は葉足動物から進化したことを示唆し、両者の特徴を兼ね備えた重要な中間型生物（ミッシングリンク）の一つである（後述）。ケリグマケラとパンブデルリオンのこの類縁関係は、葉足動物に似た葉足と環形の筋、葉足動物の祖先形質を多く受け継いだ有爪動物に類する筋肉系、オパビニア類とラディオドンタ類に似た強大な前部付属肢と複数対の鰭、節足動物の二叉型付属肢の起源を示唆する鰭と葉足の組み合わせ、および早期の節足動物に似た消化腺など多くの証拠と系統解析から広い支持を受けられる。

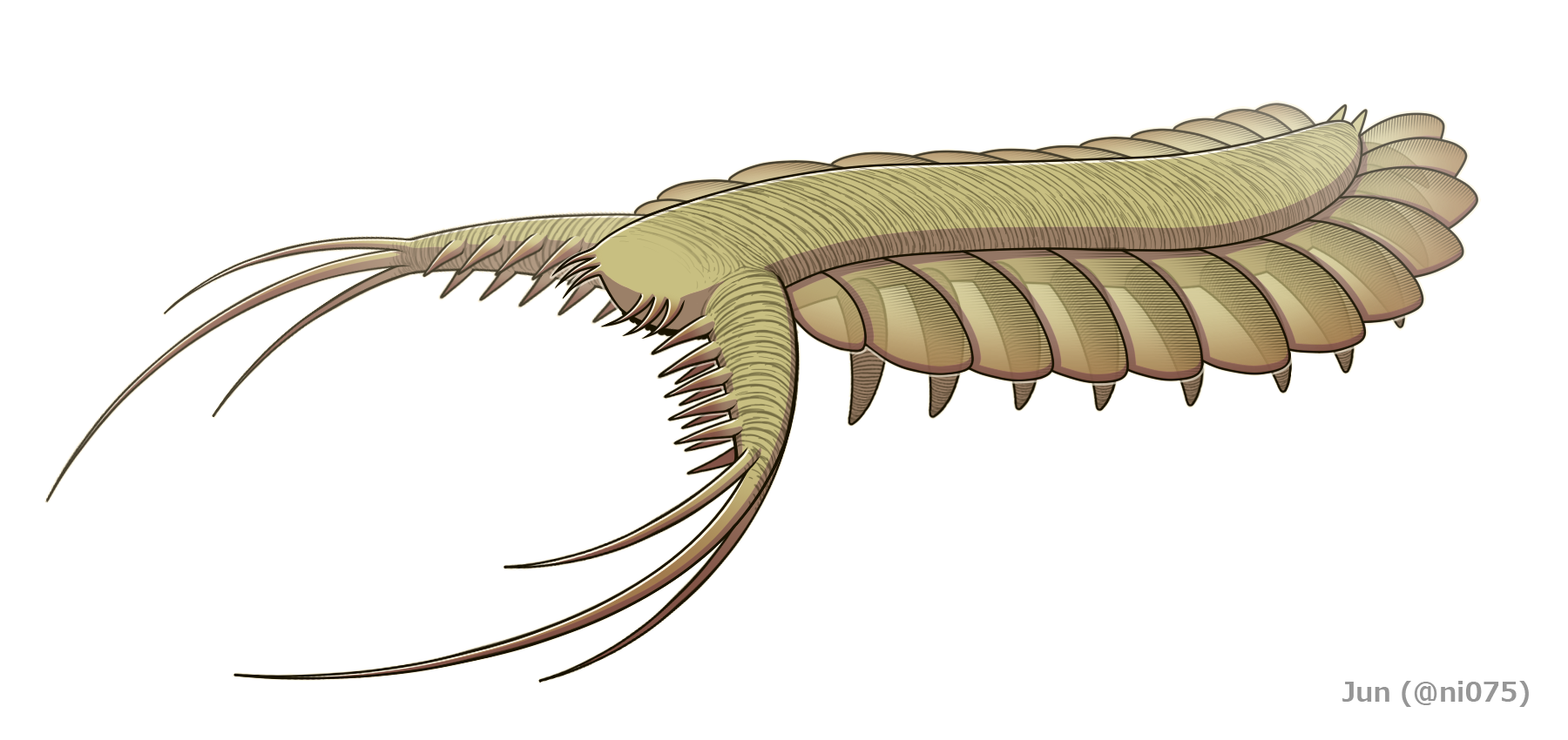
パンブデルリオン
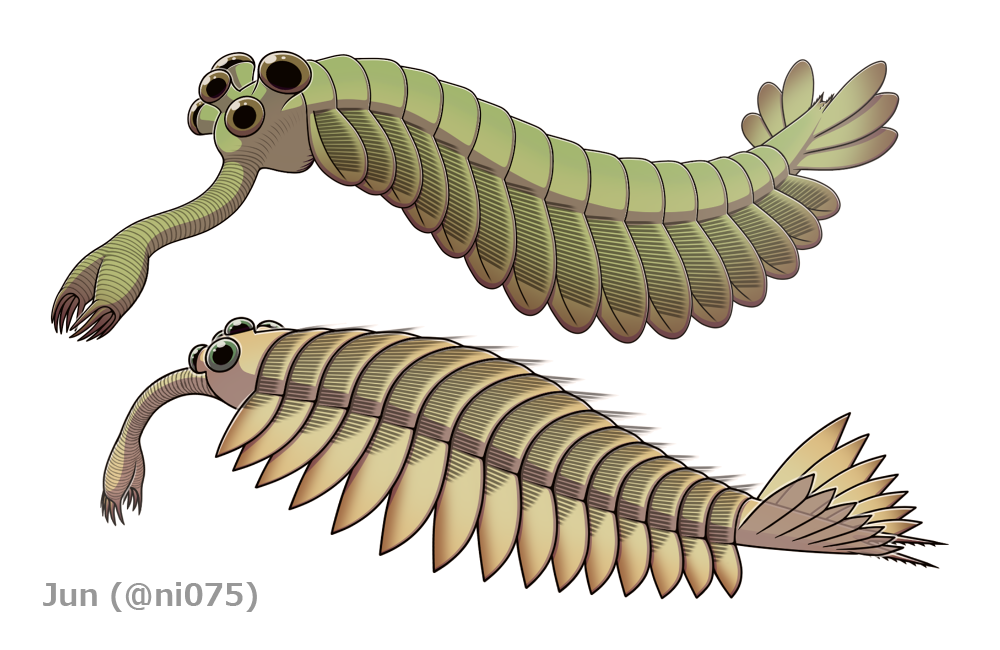
オパビニア類のオパビニア（上）とユタウロラ（下）
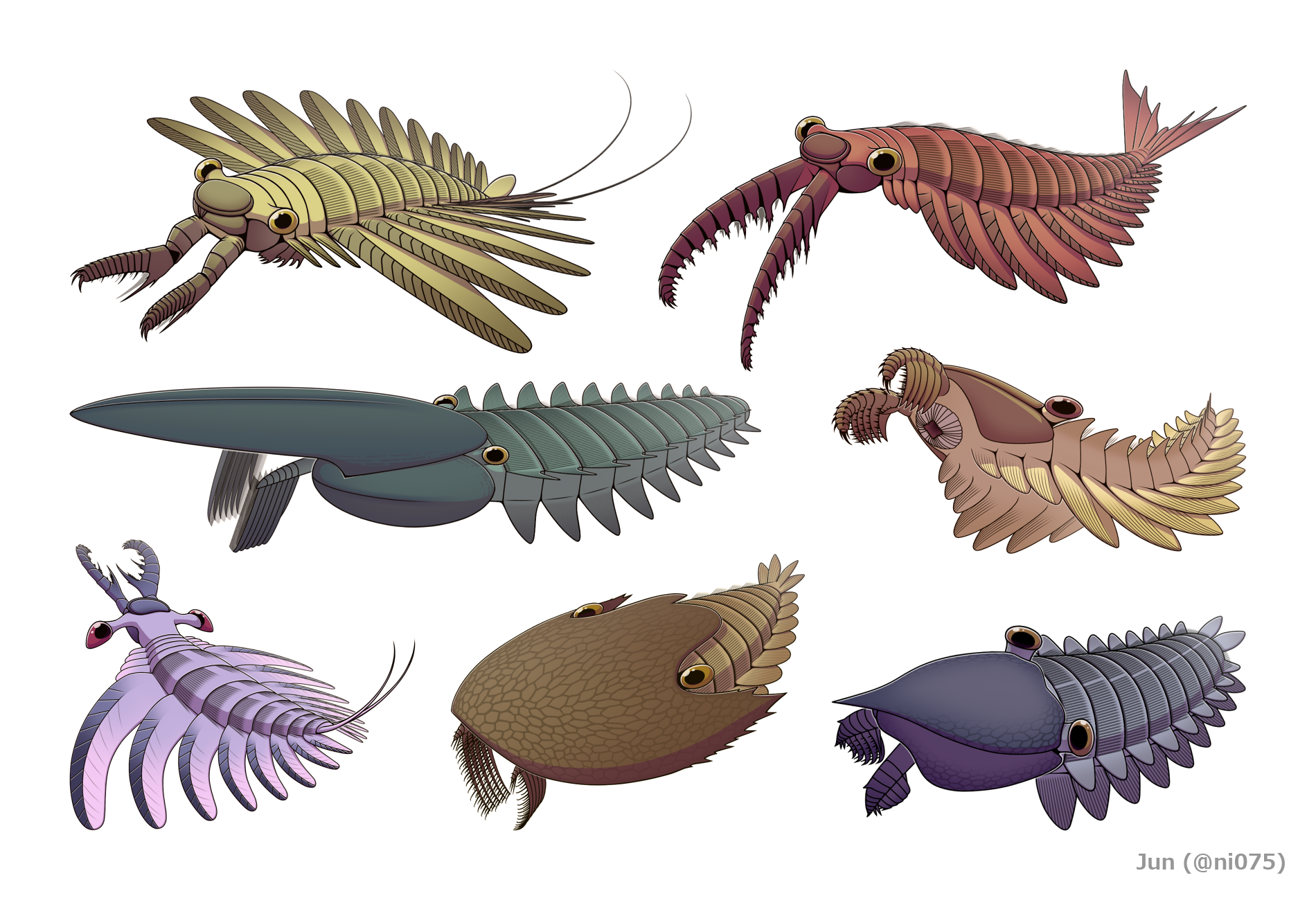
様々なラディオドンタ類

ケリグマケラとこれらの古生物を環神経動物（Cycloneuralia、エラヒキムシ・センチュウなど汎節足動物以外の脱皮動物を含む群）とする少数派な異説もあったが、前述の証拠と系統解析に支持されず、2010年代以降では徐々に衰退するようになった。
ケリグマケラ（ケリグマケラ属 Kerygmachela）はグリーンランドのシリウス・パセットで見つかった模式種（タイプ種）である Kerygmachela kierkegaardi のみ記載される。McCall 2023 では、本属はユタナックス（Utahnax）やモブラヴェルミス（Mobulavermis）と単系統群をなし、共にケリグマケラ類（ケリグマケラ科 Kerygmachelidae）に分類される。ケリグマケラ類の中で、本属は背面（こぶがある）や尾（細長く不動、胴部との境目がくびれる）の構造により前述した同科属と区別される。

## 発見の意義

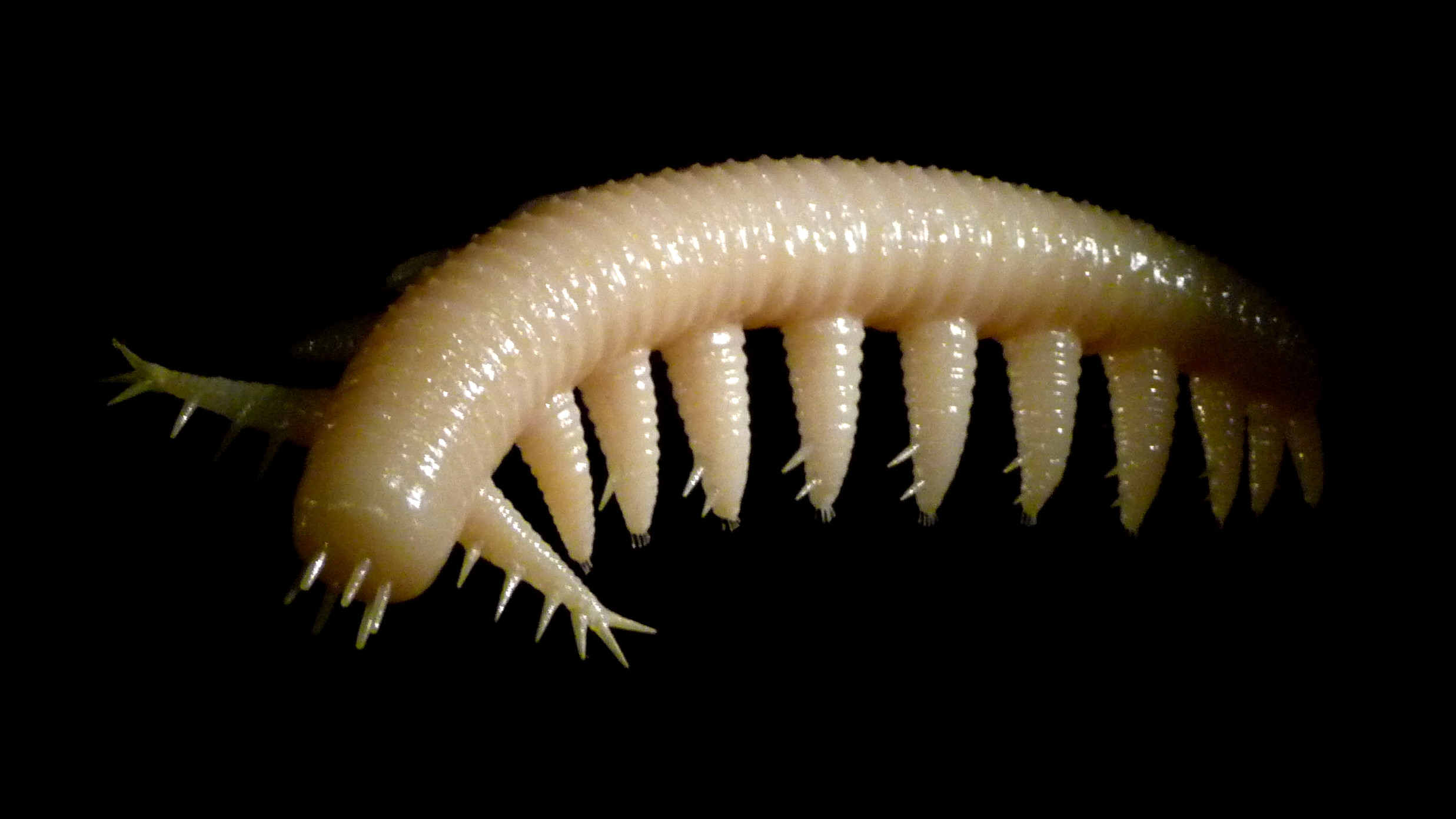
典型的な「脚付き蠕虫」様の葉足動物アイシェアイア

ケリグマケラを始めとして、1990年代の「gilled lobopodians」の発見により、葉足動物の汎節足動物（葉足動物・有爪動物・緩歩動物・節足動物を含んだ系統群）における系統関係は大きく書き換えられた。それ以前に発見された葉足動物は、いずれも有爪動物に似た「脚の付いた蠕虫」様の姿をもつため、かつて、葉足動物は全般的に現生の有爪動物（カギムシ）のみに類縁する「原始的な有爪動物」と考えられた。しかしこのケリグマケラは、従来の葉足動物/有爪動物的特徴（環形の筋に分かれ、柔軟で関節のない体）をもつと同時に、節足動物、特に基盤的な節足動物であるラディオドンタ類とオパビニア類に似た特徴（特化した前部付属肢・櫛状の鰓をもつ十数対の鰭）も出揃っていた。これにより、葉足動物は有爪動物に限らず、節足動物の起源をも含んだことと、従来では有爪動物的と判断された葉足動物の性質は、単なる汎節足動物の祖先形質に過ぎないことが示されており、それ以降の葉足動物と有爪動物の系統関係は、新たな基準で見直されるようになった。
また、ケリグマケラは葉足の解釈違いにより、基盤的な節足動物における付属肢の進化を示唆する指標としての意義も大きく変わる。もしケリグマケラの鰭の下に葉足があれば、本属はパンブデルリオンやラディオドンタ類と同様、上下2種類の付属肢構造（背側の鰭と腹側の葉足）により、節足動物の付属肢における背側の外葉と腹側の内肢の起源を示唆するように思われる。一方、もし葉足はなかったら、ケリグマケラ含めてケリグマケラ類の鰭は腹側の付属肢であり、ラディオドンタ類と別々に鰭をもたない祖先の葉足から鰭を収斂進化した可能性が高く、基盤的な節足動物における鰭の複数起源を示唆する。

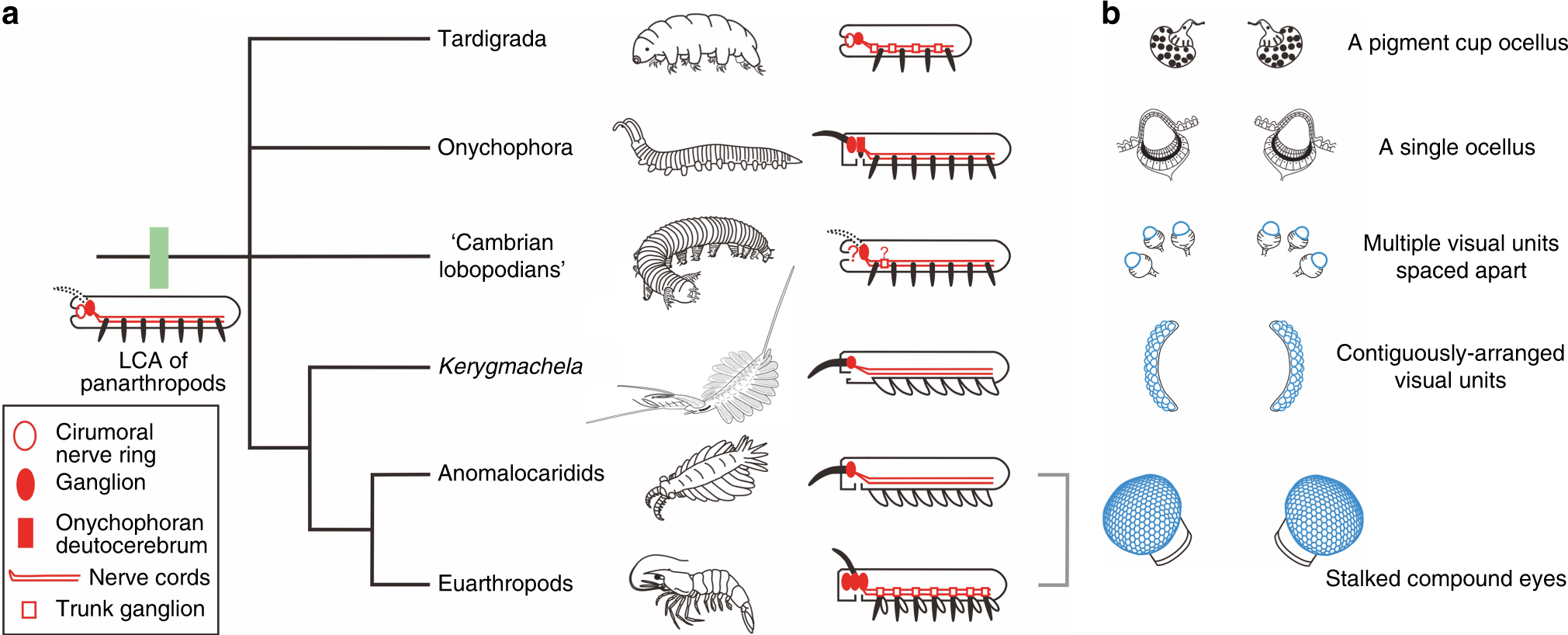
ケリグマケラによって示される汎節足動物の眼と脳の進化

さらに、ケリグマケラの脳と複眼の発見は、節足動物の複眼を構成するレンズ（個眼）は葉足動物の単眼に由来することと、（もしその脳は前大脳のみ含めれば）汎節足動物の共通先祖は1つの脳神経節のみをもつことを示唆するとされる。この発見は、節足動物と脊索動物に共通した3つの脳神経節は収斂進化の結果であることを示す証拠ともされる。